# Mark VIII (tanc)
El Tanc Mark VIII o Liberty va ser un model de tanc angloamericà de la 1a Guerra Mundial. En un principi amb l'objectiu de donar suport a les tropes a França, tant els anglesos com els americans amb un sol disseny de tanc diferent, però no se'n va obtenir els resultat necessaris fins al final de la guerra i se'n van construir pocs.

## Usuaris
- Estats Units
- Regne Unit
- Canadà

## Curiositats
El tanc apareix en la pel·lícula de 1989, Indiana Jones i l'última croada, però en aquest cas es va construir una rèplica, seguint amb el disseny i forma del buc del Mark VIII però afegint-li una torreta.